# 運命の剣
『運命の剣』（うんめいのけん By the Sword ）は、アメリカの小説家マーセデス・ラッキーによるファンタジー小説。祖母ケスリーから魔法の剣〈もとめ〉を受け継いだケロウィンが、タルマに鍛え上げられ、一人の女性として、傭兵として、傭兵隊長として成長する様が描かれる。

## あらすじ
兄の結婚披露宴が襲撃を受け、婚約者がさらわれたのを、祖母ケスリーから渡された〈もとめ〉に操られるようにしながらも救出したケロウィンは、館に自分の居場所がないのを悟り、祖母のもとに身を寄せる。共に学ぶダレンと反目、和解を経て男女の仲になるが、貴婦人を求めるダレンもとには行けず、傭兵となる。メンメリスでの戦いから脱出したときに〈使者〉エルダンと出会うが、結局傭兵隊に戻る。新たな隊長に我慢できず、負傷したことを契機に隊との契約を解除するが、日銭を稼ぐ毎日に参ってしまう。そこへ、隊長を追放した傭兵仲間がやってきて、ケロウィンに隊長になるよう迫る。シン=エイ=インのいとこ達の助けもあり、ケロウィンが隊長になった〈天空の稲妻〉はかつての評判を取り戻す。古い縁が元でヴァルデマールに出動することになり、苦しい戦いの末にハードーン国の軍隊を撃退することに成功したものの、ケロウィンが〈共に歩むもの〉に“選ばれ”てしまう。

## 主要キャラクター
ケロウィン
ケスリーの末娘レノーラの娘。本人はシン=エイ=インの親戚がいることを知らない。“心話”の天恵を持つ。剣などに天性の才能を持っており、タルマをして「幸運な教師が一生に一度めぐりあえるかどうか」と言わしめるほど。
ダレン（ダレンサリス）
レスウェラン国王メグラソンの末息子。兄の一人サネルと仲が悪く、破局を避けるためにタルマが預かることになった。上の兄ファラムとは仲が良く、後に王となったファラムのもとで元帥となる。
タルマ（タルマ・シェイナ・タレ=セイドゥリン）
再興なったタレ=セイドゥリンの“族母”。お家騒動の縁でレスウェラン王家の面々とは深い付き合いがある。
ケスリー（ケスリヴェリス）
〈白き風〉の〈達人〉魔法使い。タルマのシェイ=エネイドゥラ（血の姉妹）。魔法の剣〈もとめ〉をケロウィンに譲ることになる。
ワール
中性のキリー。訓練されていないケロウィンの“心話”に苛立ち、自ら訓練することになる。
エルダン
ヴァルデマールの〈使者〉。カースに潜入していたところを捕まり、ケロウィンに助けられる。〈共に歩むもの〉の名はラーサ。
セレネイ
ヴァルデマールの女王。
エルスペス
ヴァルデマールの王女。ケロウィンが初めて会ったときに〈もとめ〉が反応し、いずれ譲られることが分かっている。